# Robert Thomason
Robert Wayne Thomason (* 5. November 1952 in Tulsa; † November 1995 in Paris) war ein US-amerikanischer Mathematiker, der sich u. a. mit algebraischer K-Theorie beschäftigte.

## Leben und Wirken
Robert Thomason studierte an der Michigan State University (Master 1973) und wurde 1977 an der Princeton University bei John Coleman Moore mit einer Arbeit über topologische Methoden (Homotopietheorie) in der Kategorientheorie promoviert. Danach war er Moore-Instructor am MIT und ab 1979 Assistant Professor an der University of Chicago. 1978 veröffentlichte er eine wichtige Arbeit mit Peter May über Infinite Loop Spaces. 1980 gab er seine Position in Chicago auf, als in seinem Beweis einer der Quillen-Lichtenbaum-Vermutungen über die Verbindungen von Étale Cohomology zur {\displaystyle K}-Theorie ein Fehler entdeckt wurde. Er ging dann ans MIT und an das Institute for Advanced Study, wo er seinen Beweis der Vermutungen für einen Spezialfall vervollständigte. Insbesondere formulierte er die Quillen-Lichtenbaum-Vermutungen als Spezialfall allgemeinerer Vermutungen („Homotopy Limit Problem“). 1983 war er an der Johns Hopkins University und 1987 mit einem Sloan Stipendium an der Rutgers University. Während dieser Zeit arbeitete er über einige Vermutungen von Alexander Grothendieck aus dessen „SGA 6“, worüber er auf dem Internationalen Mathematikerkongress 1990 in Kyoto vortrug (The local to global principle in algebraic K-theory) und die Ergebnisse (mit Thomas Trobaugh als Ko-Autor) im dritten Band der „Grothendieck-Festschrift“ erschien. Ab 1989 war er bei Max Karoubi an der Universität Paris VII und arbeitete über algebraische {\displaystyle K}-Theorie (er war auch Mitherausgeber der Zeitschrift „{\displaystyle K}-Theory“). Er litt seit längerer Zeit an Diabetes. 1995 starb er an einem diabetischen Schock in seiner Wohnung in Paris ein paar Tage vor seinem 43. Geburtstag.